# Karlovo náměstí
Karlovo náměstí – stacja linii B metra praskiego (odcinek I.B), położona na Nowym Mieście, między placem Karola (Karlovo náměstí) a Palackého náměstí, pod ulicami Trojanovą i Václavską.